# Бодене (Бескарагайський район)
Бодене́ (каз. Бөдене) — село у складі Бескарагайського району Абайської області Казахстану. Входить до складу Долонського сільського округу.
Населення — 388 осіб (2021; 578 у 2009, 831 у 1999, 1199 у 1989).
Національний склад станом на 1989 рік:
- казахи — 100 %